# Batalha de Peleliu
A Batalha de Peleliu, codinome Operação Stalemate II, foi travada entre os Estados Unidos e o Império do Japão no teatro de operações do Pacífico durante a Segunda Guerra Mundial. Fez parte da campanha nas Ilhas Marianas e Palau, ocorrendo entre 15 de setembro a 27 de novembro de 1944 na pequena ilha de Peleliu, Ilhas Palau.
Fuzileiros Navais dos Estados Unidos da 1ª Divisão e, em seguida, soldados da 81ª Divisão de Infantaria do Exército dos Estados Unidos lutaram para capturar e manter um campo de pouso na pequena ilha de coral. A batalha foi parte de uma campanha ofensiva maior conhecida como Operação Forager, que ocorreu de junho a novembro de 1944 no Teatro do Pacífico.
O Major General William H. Rupertus, comandante da 1ª Divisão de Fuzileiros Navais, previu que a ilha seria protegida em quatro dias. No entanto, após repetidas derrotas do Exército Imperial Japonês em campanhas anteriores nas ilhas Salomão, Gilbert e Marshall, o Império do Japão desenvolveu novas táticas de defesa da ilha e fortificações bem elaboradas, o que lhes permitiu oferecer forte resistência e estendeu a batalha para mais de dois meses. Os defensores japoneses, em grande desvantagem numérica, ofereceram uma resistência tão firme, muitas vezes lutando até a morte em nome do Imperador Japonês, que a ilha ficou conhecida em japonês como a "Ilha do Imperador".
Este combate permanece como uma das batalhas mais controversas da história americana por causa do valor estratégico questionável da ilha e do alto número de mortos. Considerando o número de homens envolvidos, Peleliu teve a maior média de fatalidades entre todas as batalhas travadas durante a Guerra no Pacífico. O Museu Nacional dos Fuzileiros chamou a batalha de "a mais amarga de toda a história dos Marines".

## Antecedentes
No verão de 1944, vitórias no sudoeste e no Pacífico Central trouxe a guerra para mais perto do Japão, com os aviões bombardeiros americanos conseguindo atacar de forma efetiva as principais ilhas japonesas. Havia certo desacordo dentro do Estado-Maior Americano sobre qual das duas estratégias apresentadas derrotaria o Império japonês de forma mais rápida. A estratégia propósta pelo General Douglas MacArthur sugeria reconquistar as Ilhas Filipinas, seguida pela captura de Okinawa, e depois atacar o Japão diretamente. O Almirante Chester Nimitz sugeriu uma estratégia mais direta que incluia ignorar as Filipinas, mas atacando Okinawa e a Ilha de Formosa, usando-a como base para invadir a China, e em seguida desembarcar no Japão.
A estratégia de ambos os comandantes incluía a invasão de Peleliu mas por razões diferentes. A 1ª Divisão de Fuzileiros já havia sido escolhida para fazer o ataque. O Presidente Franklin D. Roosevelt visitou Pearl Harbor para se encontrar com os comandantes e discutir a questão. A estratégia de MacArthur acabou sendo a escolhida. Contudo, antes que MacArthur pudesse seguir com seu plano de reconquistar as Filipinas, as Ilhas Palau, mais especificamente Peleliu e Angaur, precisavam ser neutralizadas e um campo aéreo construída nelas para proteger o flanco direito de MacArthur.

## Preparações

### Japoneses
Em meados de 1944, as Ilhas Palau estavam ocupadas no mínimo por 30 000 soldados japoneses, com cerca de 11 000 homens só em Peleliu, sendo estes homens da 14ª Divisão de Infantaria Imperial, e também trabalhadores vindos da Coréia e de Okinawa. O Coronel Kunio Nakagawa, comandante do 2° Regimento da Divisão, liderou as preparações das defesas.
Após as maciças perdas sofridas nas Ilhas Salomão, Gilbert, Marshall e Marianas, o Exército Imperial reuniu um grupo de pesquisa para desenvolver novas estratégias de defesa para as ilhas. O grupo decidiu abandonar a velha estratégia de defesas insulares e, acima de tudo, desistir dos ataques suicidas (Banzai). A nova estratégia consistia em desfazer a formação das equipes de desembarque inimiga, formando um sistema de fortificações similar a uma "colméia", substituir os infrutíferos ataques banzai por contra-ataques coordenados e atrair os Americanos a um sangrento combate de atrito para desfalecer o inimigo e forçá-los a utilizar mais recursos num ataque direto. O Coronel Nakagawa concentrou todas as suas forças no interior da ilha. Usando o terreno difícil em seu benefício, ele construiu uma série de bunkers fortificados, cavernas e trincheiras.

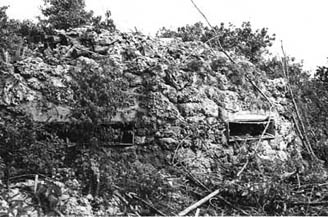
Fortificação japonesa.

A maioria das defesas de Nakagawa se baseava no ponto mais alto de Peleliu, o monte Umurbrogol, um punhado de montanhas de cristas íngremes. Localizado no centro de Peleliu, Umurbrogol tinha vista para quase toda a ilha, incluindo o crucial campo aéreo. O Umurbrogol continha aproximadamente 500 cavernas, interconectadas por túneis. As cavernas foram transformadas em fortificações com posições fixas de artilharia e ninhos de metralhadoras.
O Exército Japones fortificou também as bases do Umurbrogol com morteiros de 81 mm e de 150 mm e canhões de 20 mm, e uma companhia de blindados leves e um destacamento de armas anti-aéreas. As cavernas e os bunkers estavam todos conectados por uma vastidão de túneis que cobriam toda Peleliu, que permitia aos Japoneses recuar ou re-ocupar as posições quando necessário.
Os japoneses também usaram o terreno difícil das praias em seu favor. A região norte dos prováveis locais de desembarque tinha um promotório de coral com 9.1 m que dava para uma pequena península, chamado pelos americanos de "The Point" (O ponto). Havia também buracos com armas anti-tanque de 47 mm e seis canhões de 20 mm, que tinham como objetivo despejar saraivadas mortais nas praias.
Os japoneses encheram as praias com vários obstáculos para veículos, minas e até capsulas de artilharia enterradas com explosivos. Um batalhão foi posto ao longo da costa para enfrentar as tropas que desembarcavam mas estas defesas estavam lá apenas para atrasar o avanço americano. Os invasores eventualmente teriam que ir ilha a dentro e enfrentar as fortificações e outras posições defensivas.

### Americanos

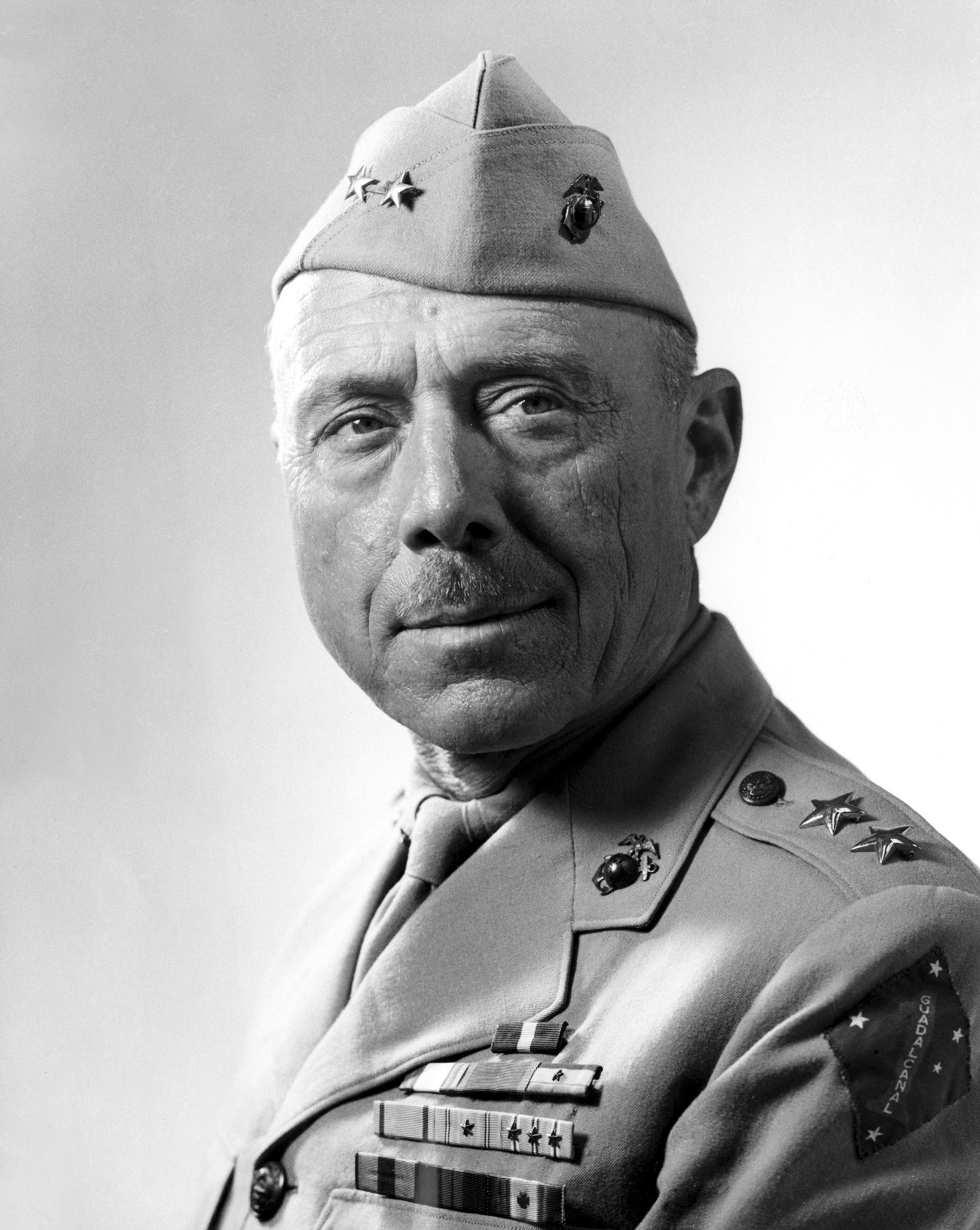
William H. Rupertus, comandante da 1ª Divisão de Fuzileiros.

Ao contrário dos japoneses, que modificaram a sua estratégia dramaticamente para a batalha vindoura, o plano de desembarque americano não mudou muito em comparação com as operações anteriores, mesmo sofrendo 3 000 baixas e um atraso de dois meses para derrotar os japoneses na Batalha de Biak. Em Peleliu, os estrategistas americanos decidiram desembarcar na parte sudoeste da ilha, devido à proximidade desta ao aeroporto no sul da ilha. O 1º Regimento de Fuzileiros, comandados pelo Coronel Lewis B. Puller, deveria desembarcar nas praias mais a norte. O 5º Regimento de Fuzileiros, sob a liderança do Coronel Harold D. Harris, atacaria pelo centro e o 7º Regimento de Fuzileiros, comandados pelo Coronel Herman H. Hanneken, desembarcaria no extremo sul.
A divisão de artilharia do regimento, o 11º Regimento de Fuzileiros, desembarcaria após a infantaria. O plano era fazer com que o 1º e o 7º Regimentos pressionassem a ilha, protegendo o flanco esquerdo do 5º Regimento e permitir a eles tomar o campo aéreo localizado próximo ao centro do desembarque nas praias. O 5º Regimento de Fuzileiros deveria pressionar a leste, dividindo a ilha ao meio. O 1º Regimento de Fuzileiros iria para o norte até Umurbrogol, enquanto o 7º Regimento liberaria a região a sudoeste da ilha. Apenas um batalhão ficou para atrás como reserva, com a 81ª Divisão de Infantaria disponível para dar apoio em Angaur, ao sul de Peleliu.
Em 4 de setembro, os Marines partiram para sua estação em Pavuvu, ao norte de Guadalcanal, uma viagem de 3400 km pelo Pacífico até Peleliu. Um grupo de engenheiros militares foi na frente para tentar limpar as praias de obstáculos, enquanto os navios de guerra da Marinha começaram um maciço bombardeio pré-invasão a Peleliu em 12 de setembro.
Os couraçados USS Pennsylvania, USS Mississippi, USS Idaho, USS Tennessee e USS Maryland, os cruzadores pesados USS Louisville, USS Portland, USS Indianapolis e USS Minneapolis, os cruzadores rápidos USS Honolulu, USS Cleveland, USS Columbia e USS Denver, os três porta-aviões e cinco porta-aviões ligeiros despejavam 519 tiros de 406 mm, 1 845 tiros de 356 mm, 1 793 bombas de 227 kg e 73 412 balas de armas de calibre .50 na pequena ilha de aproximadamente 10 km².
Os americanos acreditavam que o bombardeio maciço seria chave para o sucesso, como o contra-almirante Jesse Oldendorf disse, "a marinha estava ficando sem alvos para atirar". Na realidade, a maioria das fortificações japoneses estava intacta. Até mesmo o batalhão encarregado de defender as praias saiu quase ileso do ataque. Durante a investida, os defensores da ilha abriram fogo de forma disciplinada, que era incomum para os japoneses, evitando que suas posições fossem descobertas rapidamente. O bombardeio, na verdade, apenas conseguiu destruir as aeronaves japonesas na ilha, assim como os prédios e bunkers que cercavam o aeroporto. Os japoneses permaneceram em suas posições fortificadas, prontos para enfrentar as tropas de desembarque.

## Batalha

### Desembarques

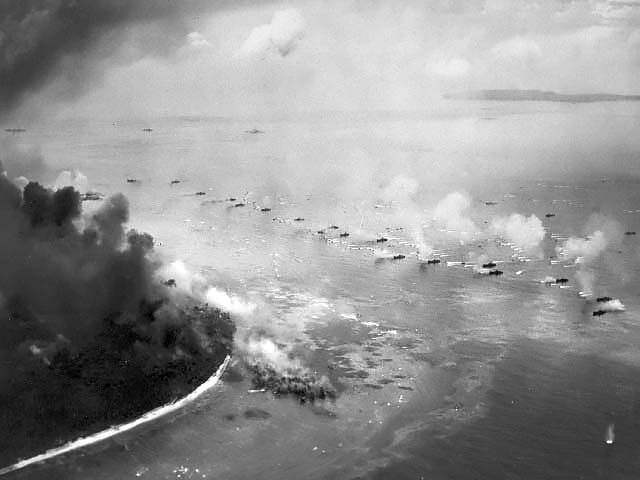
A primeira onda de LVTs se aproximando da praia.

Os fuzileiros desembarcaram na ilha as 08:32h de 15 de setembro de 1944; o 1º Regimento de Marines se lançou ao norte na "Praia Branca", e o 5º e 7º Regimentos se lançaram no centro e ao sul na "Praia Laranja". Enquanto os barcos de desembarque se aproximavam das praias, os defensores da ilha saíram de seus esconderijos e abriram fogo violentamente contra os americanos. As posições nas barreiras de coral em cada flanco enfraqueceu os Marines à medida que eles se expunham mais as armas de 47 mm e aos canhões de 20 mm. Às 09:30h, os japoneses já haviam destruído 60 veículos de desembarque (LVTs e DUKWs).

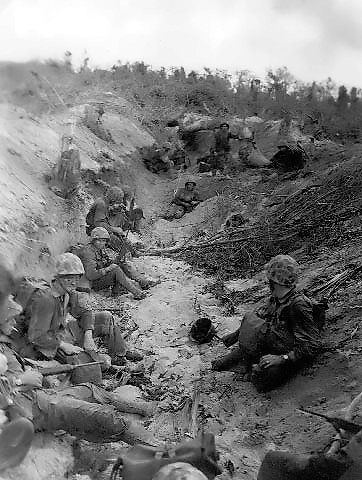
5º Regimento de Fuzileiros na Praia Laranja.

O 1º Regimento de Fuzileiros logo ficou encalhado devido ao intenso fogo que vinha do "The Point". O Coronel Puller sobreviveu por pouco quando um projétil atingiu seu LVT. O 7º Regimento de Fuzileiros ao sul também enfrentava vários problemas com artilharia inimiga atingindo seus veículos de desembarque. Muitos LVTs foram destruídos ainda enquanto se aproximavam, deixando seus ocupantes à deriva obrigando-os a nadar até a costa enquanto eram fustigados por tiros de metralhadora inimiga. Houve um grande número de baixas e vários homens que conseguiram chegar às praias haviam perdido seus rifles e outros equipamentos essenciais.

Unidade do 7º Regimento de Fuzileiros na praia.

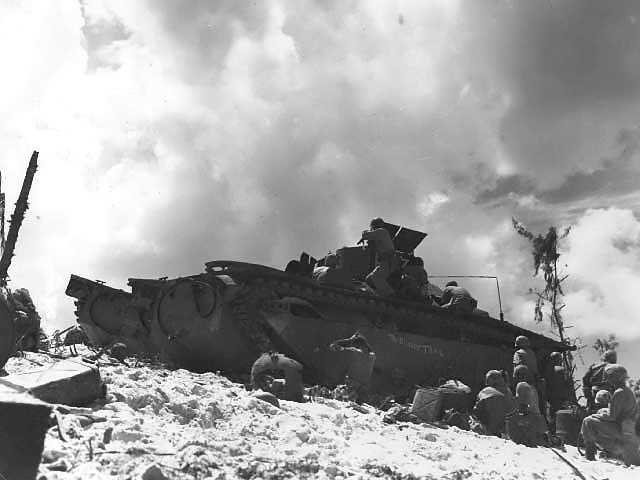
Um veículo anfíbio americano envolvido em uma luta para estabelecer uma cabeça de praia em Peleliu.

O 5º Regimento de Fuzileiros fez progresso ao final do Dia-D, auxiliados pela cobertura fornecida pelos coqueirais e devido à distância entre eles e as fortificações do inimigo. Eles conseguiram pressionar e chegar ao aeroporto, mas Nakagawa ordenou um contra-ataque para detê-los. Sua companhia blindada cruzou o campo aéreo e forçou os Marines americanos a recuar mas os blindados japoneses logo foram atacados por fogo de tanques, howitzers, canhões navais e de caças-bombardeio de mergulho dos Aliados. Os tanques ineficientes de Nakagawa foram rapidamente destruídos, junto com a infantaria que os acompanhava. Logo os japoneses estariam recuando para o interior da ilha.

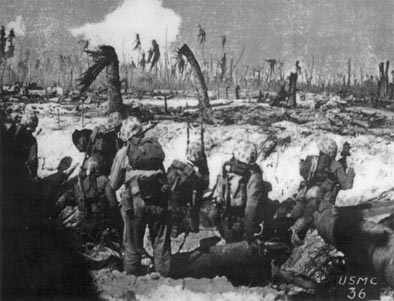
Fuzileiros americanos combatendo em Peleliu.

Ao fim do Dia-D, os Americanos avançaram duas milhas (3 km) além das praias e nada mais. Seu maior avanço foi na parte sul da ilha, mas o 1º Regimento de Marines não fez muito progresso devido ao ataque imprudente ao The Point. Os fuzileiros sofreram 1 100 baixas no Dia-D, sendo aproximadamente 200 mortos e 900 feridos. O general Rupertus tinha previsto que os japoneses cederiam rápido uma vez que o perímetro fosse quebrado, mas ele ainda não sabia que o inimigo havia mudado de tática.

### O Aeródromo/Sul de Peleliu

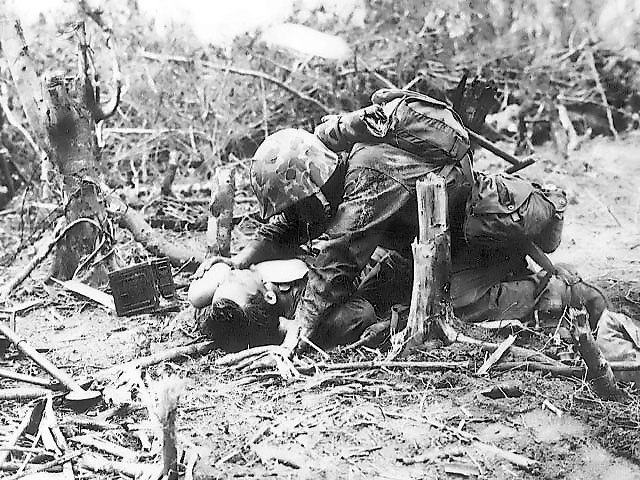
Um fuzileiro ferido recebendo cuidados médicos.

No segundo dia de invasão, o 5º Regimento avançou a fim de tomar o aeroporto e chegar até o outro lado da praia a leste. Eles rapidamente cruzaram o campo aéreo sob pesado fogo de artilharia vindo de posições altas ao norte causando muitas perdas. Após capturar o campo aéreo, os marines avançaram com rapidez até o leste de Peleliu, deixando os defensores do sul para o 7º Regimento.
Essa região ainda era reivindicada pelos japoneses, que ocupavam várias casamatas nas proximidades. As temperaturas na ilha chegavam a 46 °C e os Marines sofriam várias baixas por causa de insolação. Para complicar mais, a única água disponível para os fuzileiros americanos estava contaminada com óleo. Ainda assim, no oitavo dia de lutas, o 5º e o 7º Regimento de Fuzileiros haviam conquistado seus objetivos, mantendo o campo aéreo e as posições ao sul da ilha.
Com a rápida captura do aeroporto, as Forças Americanas o colocaram em uso rapidamente logo no terceiro dia. Os L-2 Grasshopper (VMO-1) já estavam voando fazendo reconhecimento para a artilharia dos Fuzileiros e para a Marinha. Em 26 de setembro, os Corsairs começaram a bombardear as posições do inimigo por toda Peleliu e também começaram a atacar as temidas fortificações japonesas em Umurbrogol. O fogo dos Corsairs com foguetes e bombas acertavam as cavernas causando muitas baixas, mas a principal arma era o napalm, que só havia sido usado apenas uma vez no Pacífico. Napalm provou-se bem útil, queimando as posições e instalações japonesas e matando seus ocupantes.

### The Point

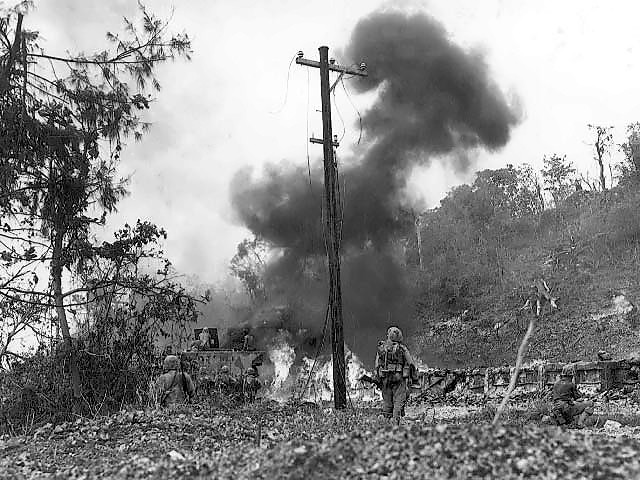
Forças americanas em combate contra os soldados japoneses.

A fortaleza no The Point (O ponto) continuou causando muitas perdas entre os pelotões que desembarcavam. Puller ordenou então que o Capitão George Hunt, Comandante da Companhia K, do 3º Batalhão, 1ª Divisão de Fuzileiros, tomasse aquela posição. Ele se aproximou do The Point com poucos suprimentos, tendo perdido muitas metralhadoras na praia. Um dos pelotões de Hunt ficou parado quase um dia inteiro em uma posição vulnerável entre as fortificações. O restante de sua Companhia também estava em grande perigo quando os japoneses quebraram sua linha ao meio, isolando seu flanco direito.

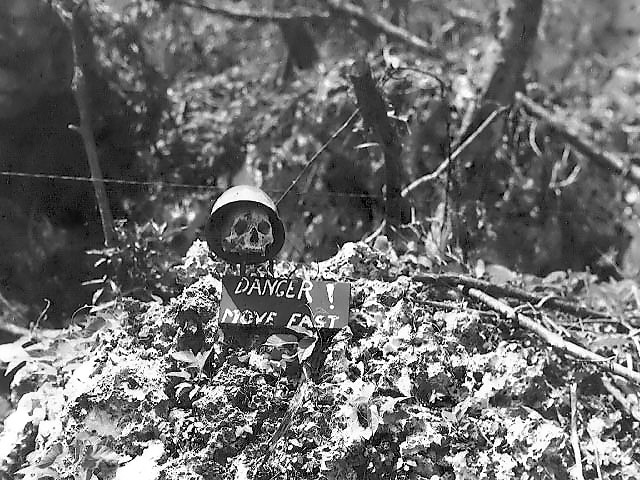
Sinal de alerta em Peleliu, outubro de 1944

Contudo, um dos pelotões conseguiu enfraquecer as posições japonesas e foram destruindo elas uma a uma. Usando bombas de fumaça para dar cobertura, eles foram em todos os buracos, destruindo as posições inimigas com granadas. Depois de eliminar seis ninhos de metralhadoras, os Marines americanos enfrentaram um fogo pesado de uma arma de 47 mm vindo de uma caverna. Um Tenente cegou o artilheiro da 47 mm com uma granada de fumaça, permitindo que o cabo Henry W. Hahn jogasse uma granada na caverna. A granada detonou a munição da arma de 47 mm, forçando os demais ocupantes da caverna a sair de lá às pressas e acabaram sendo mortos na saída pelos americanos.
A Companhia K conseguiu capturar o The Point mas Nakagawa contra-atacou para recapturar o terreno que era valioso aos japoneses. Em um espaço de 30 horas foram quatro grandes contra-ataques contra a Companhia de Hunt, que tinha poucos suprimentos e estava ficando sem água. Os fuzileiros logo tiveram de recorrer ao combate corpo-a-corpo para se defender dos atacantes japoneses. Quando os reforços chegaram, a companhia fora reduzida a apenas 18 homens, sofrendo 157 baixas na batalha pelo The Point.

### Ilha de Ngesebus

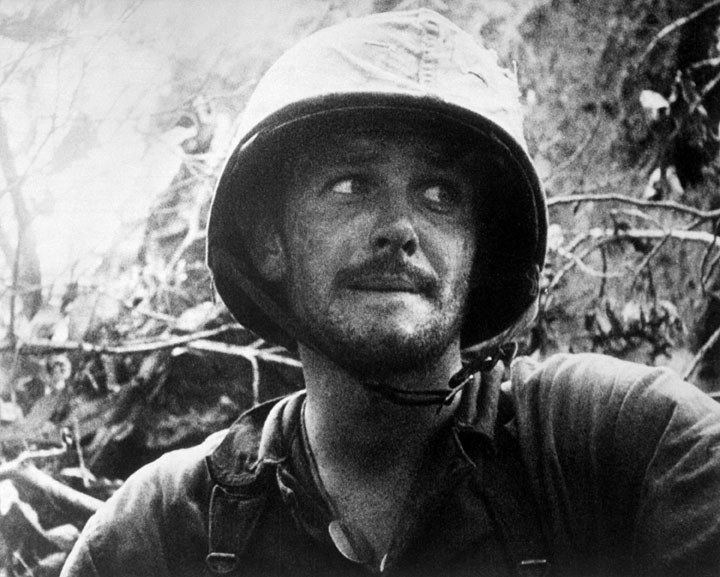
Fuzileiro americano em Peleliu, setembro de 1944.

O 5º Regimento de Fuzileiros, após conquistar o campo aéreo, foi enviado para capturar a Ilha de Ngesebus, ao norte de Peleliu. Ngesebus continha várias posições de artilharia japonesas e estava em alcance de alvejar o aeroporto. A pequena ilha estava conectada com Peleliu por uma pequena ponte natural mas Harris, comandante do 5º Regimento, decidiu fazer um ataque anfíbio a ilha, prevendo os japoneses haviam fortificado a passagem em antecipação aos movimentos americanos.
Harris liderou um bombardeio pré-invasão a ilha em 28 de setembro, feito por armas de 150 mm, artilharia naval da marinha, canhões howitzers do 11º Regimento de Fuzileiros, fogo esporádico dos VMF-114 e fogo de 75 mm dos LVTs. Ao contrário do bombardeio naval a Peleliu, o ataque a Ngesebus de Harris foi muito bem sucedido, neutralizando boa parte dos defensores japoneses. Os Marines ainda enfrentaram forte resistência nas serras e cavernas mas a ilha caiu rapidamente sob controle americano, com poucas perdas para o 5º de Fuzileiros. Eles tiveram apenas 15 mortos e 33 feridos, e infligiram 470 baixas aos japoneses.

### Bloody Nose Ridge

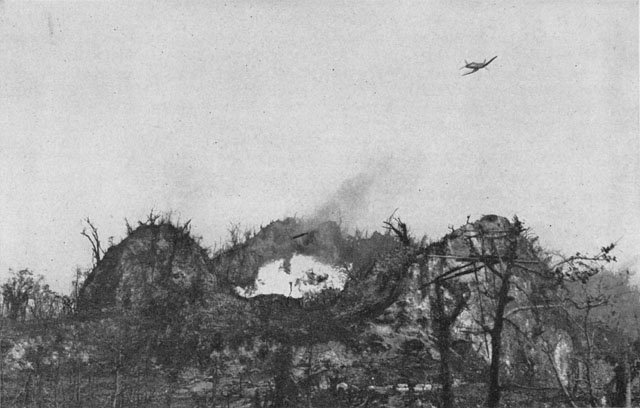
Um Corsair lança bombas de napalm nas posições japonesas em Umurbrogol.

Depois de capturar o The Point, o 1º Regimento de Fuzileiros foi para o norte até Umurbrogol, nomeado "Bloody Nose Ridge" (pt: A Cordilheira Sangrenta) pelos Marines. Puller liderou seus homens em vários ataques mas foram todos repelidos pelos japoneses. O 1º Regimento acabou ficando preso no vale, com uma fortificação inimiga em cada lado causando um fogo-cruzado mortal.
Os Fuzileiros sofreram mais baixas enquanto eles avançavam pelos vales e pelas cordilheiras. Os japoneses mostraram mais uma vez muita disciplina quando abriam fogo, atirando apenas aonde poderiam infligir mais perdas. Com o crescimento das baixas, os snipers japoneses começaram a se exibir e começaram a matar mais e mais fuzileiros. Ao invés dos ataques banzai suicidas, os japoneses se infiltravam nas bases dos Marines durante a noite e os atacavam nas trincheiras. Os soldados americanos passaram então a construir trincheiras novas e colocar dois fuzileiros por buraco para que um pudesse dormir enquanto o outro montava guarda.

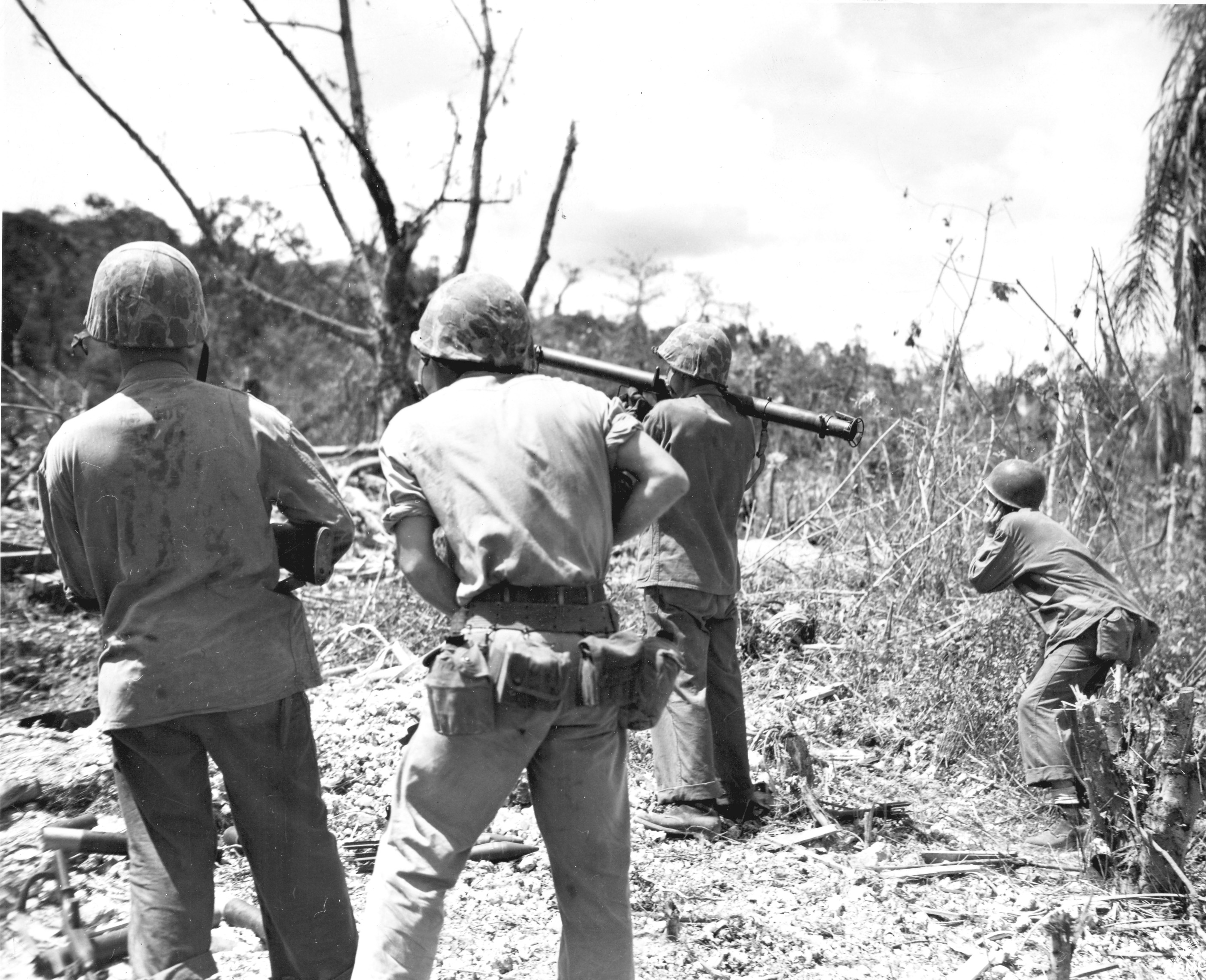
Fuzileiros navais usam uma bazuca para concentrarem seu fogo sobre os atiradores inimigos. Os japoneses invadiram as montanhas de Peleliu, e no terreno irregular, forçaram os americanos a vasculhar cada terreno por vezes com o uso de tanques e lança-chamas, resultando em ferozes combates à curta distância.

Uma das batalhas mais cruéis do Vale Sangrento foi quando 1º Batalhão do 1º Regimento de Fuzileiros, sob o comando do Major Raymond Davis, atacou a Montanha 100. Depois de seis dias de luta, o batalhão sofreu 71% de baixas. O Capitão Everett Pope e sua companhia penetraram fundo dentro do vale, liderando seus 90 homens para tomar a Montanha 100. Demorou um dia inteiro de uma sangrenta luta para chegar onde ele pensava ser o cume da montanha mas na verdade era apenas o começo de outro vale, ocupado por mais tropas japonesas.
Presos na base do vale, Pope montou um pequeno perímetro defensivo, que foi atacado implacavelmente pelos japoneses durante toda a noite. Os homens logo ficaram sem munição e tiveram de lutar contra os agressores com facas, baionetas e punhos, e alguns até recorreram a pedras e caixas vazias de munição para lançar nos japoneses. Pope e seus homens conseguiram resistir até o amanhecer. Quando eles recuaram, apenas 9 homens restavam. Pope receberia a Medalha de Honra por suas ações.

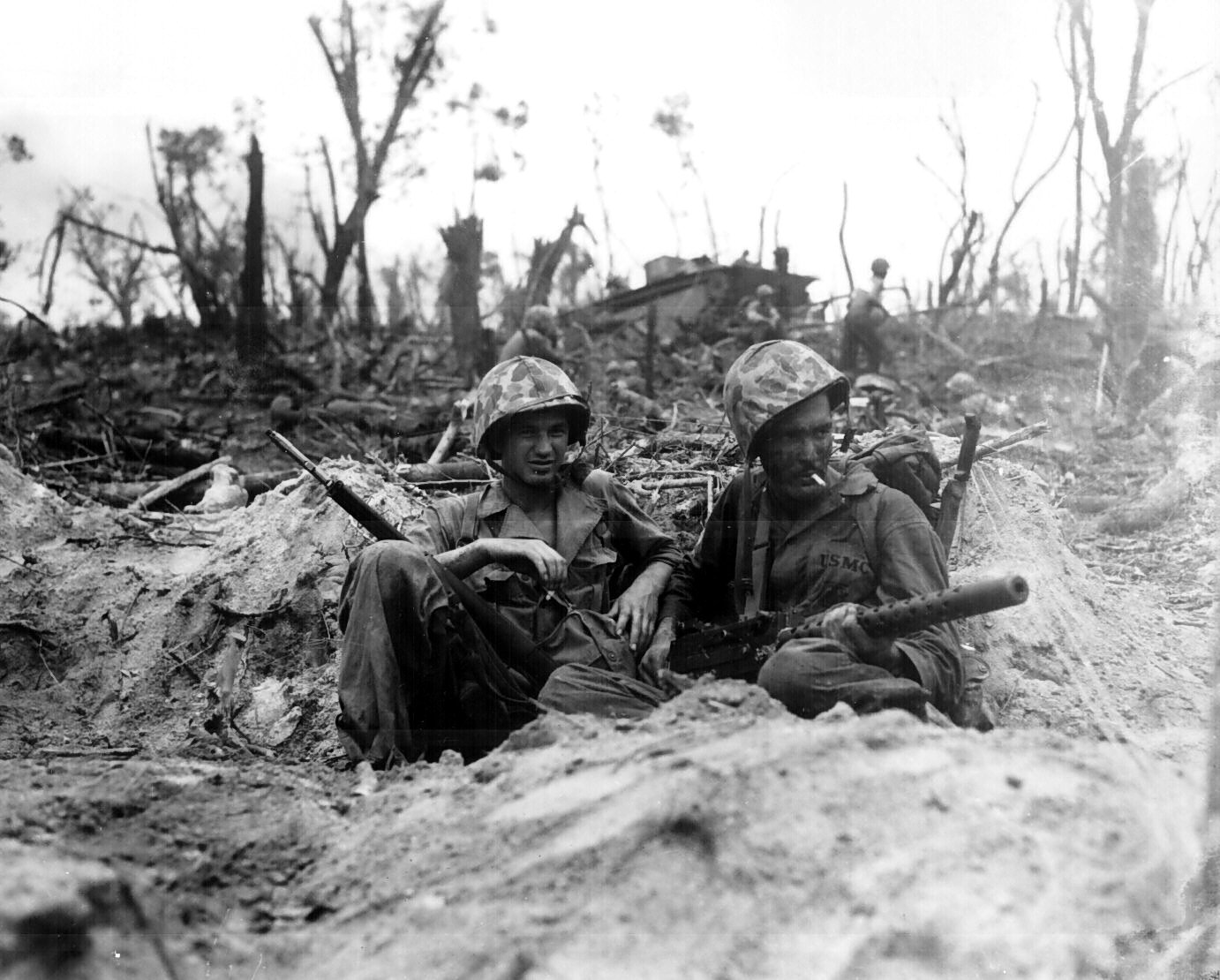
Dois fuzileiros descansando após os combates em Peleliu.

Os japoneses eventualmente infligiram 60% de baixas (entre mortos e feridos) ao 1º Regimento de Marines de Puller, que perdeu aproximadamente 1 749 dos seus 3 000 homens. Após seis dias de uma luta sangrenta nas serras e vales de Umurbrogol, o General Roy Geiger, comandante do III Corpo Anfíbio, enviou unidades da 81ª Divisão de Infantaria para Peleliu para liberar os homens. O 321º Regimento de Combate desembarcou na parte oeste das praias de Peleliu, no norte da Montanha Umurbrogol, em 23 de setembro. Então o 321º Regimento, o 5º e o 7º Regimento de Marines atacaram Umurbrogol e sofreram terriveis baixas.
Em meados de outubro, o 5º e o 7º Regimento de Fuzileiros perderam quase metade de seus homens enquanto tentavam passar pelas serras. Geiger decidiu retirar toda a 1ª Divisão de Fuzileiros, para serem substituidos por homens da 81ª. O 323º Regimento de Combate desembarcou em 15 de outubro e na terceira semana do mês, a maioria dos Fuzileiros já havia sido evacuado para Pavuvu.

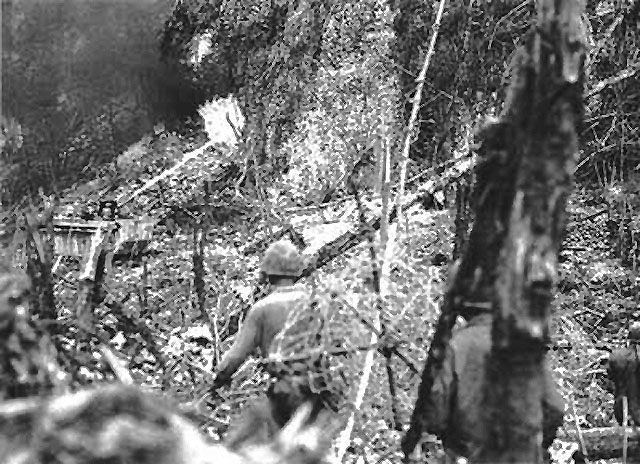
Um veículo anfíbio montado com lança-chamas despeja seu fluxo mortal de napalm em uma caverna para forçar os ocupantes japoneses à saírem.

As tropas do Exército sairam para enfrentar os últimos defensores japoneses no Bloody Nose Ridge, lutando por mais um mês até que a ilha fosse finalmente ocupada. No fim Nakagawa teria dito: "Nossa espada foi quebrada e nós ficamos sem lanças". Ele então queimou sua insígnia e cometeu suicídio. Ele foi postumamente promovido a Tenente-general por seus feitos em Peleliu.
Um Tenente Japonês com 26 soldados da 2ª Divisão de Infantaria e 8 marinheiros da 45ª Força de Guarda se esconderam nas cavernas de Peleliu até 22 de abril de 1947 e só se rendeu depois que um Almirante Japonês o convenceu que a guerra tinha acabado. Esta foi a última rendição oficial da Segunda Guerra.

## Consequências

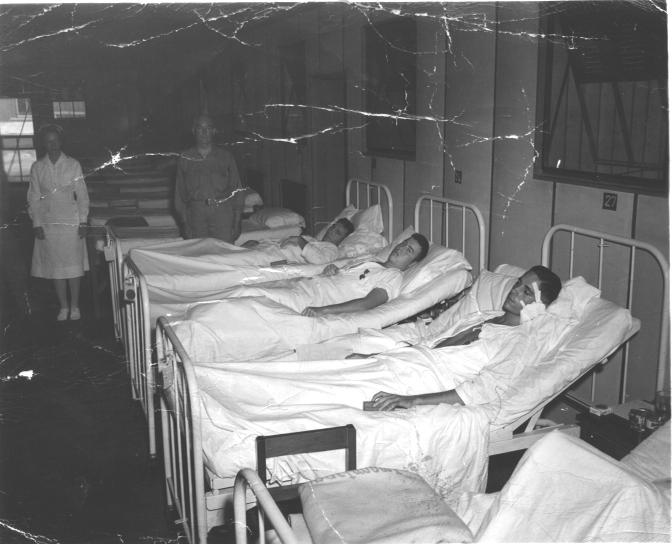
Fuzileiros em um hospital em Guadalcanal depois de terem sido feridos na Batalha de Peleliu

A expulsão dos japoneses dos arredores da montanha de Umurbrogol é considerada como uma das lutas mais difíceis que os militares norte-americanos enfrentaram em toda a Segunda Guerra. A 1ª Divisão de Fuzileiros sofreu pesadas baixas e permaneceria fora de ação até a invasão de Okinawa em 1 de abril de 1945. No geral, a 1ª Divisão perdeu 6 500 combatentes (entre mortos e feridos) em um mês que esteve em Peleliu, mais de um-terço de todas as perdas sofridas pelos americanos durante a invasão da ilha. A 81ª Divisão de Infantaria sofreu 3 000 baixas durante sua estada na ilha.
A batalha é considerada controversa devido ao fraco valor estratégico da ilha. O campo aéreo de Peleliu foi pouco usado no ataque as Filipinas. A ilha nunca foi usada como base de operações para subsequentes invasões; o Atol de Ulithi, nas Ilhas Carolinas ao norte de Palaus, foi usado como base de operações para a invasão de Okinawa. Além disso, as informações da batalha não foram consideradas relevantes. A notícia da vitória em Peleliu foi ofuscada pelo retorno de MacArthur às Filipinas e pela notícia das vitórias Aliadas contra a Alemanha na Europa.
As batalhas em Angaur e em Peleliu mostraram aos Americanos a forma como os Japoneses iriam defender suas ilhas, como seria visto mais tarde em Iwo Jima e Okinawa. O bombardeio naval antes do assalto anfíbio em Iwo Jima foi apenas um pouco mais eficiente que o feito em Peleliu, mas o de Okinawa houve muito mais danos infligidos. A ação dos mergulhadores da marinha confundiram o inimigo em Iwo Jima ao limpar a costa mas eventualmente alertou os defensores japoneses sobre onde o desembarque ocorreria em Okinawa. As forças terrestres americanas em Peleliu ganharam experiência em ataques a posições fortificadas como eles iriam enfrentar novamente em Okinawa.
Sob recomendação do Almirante William F. Halsey, Jr., a ocupação da Ilha de Yap nas Ilhas Carolinas foi cancelada. Na verdade, Halsey também havia recomendado que os assaltos a Peleliu e a Angaur também fossem cancelados e que seus fuzileiros e soldados fossem para a Ilha de Leyte ao invés disso, mas Nimitz se recusou.

## Honras e medalhas
A mais alta condecoração militar dos Estados Unidos, a Medalha de Honra, foi dada a oito Fuzileiros durante a luta em Peleliu, sendo cinco delas postumamente (indicado com *):
- *Cabo Lewis K. Bausell, 1º Batalhão da 5ª Divisão dos Fuzileiros
- Soldado de Primeira Classe Arthur J. Jackson, 3º Batalhão da 7ª Divisão dos Fuzileiros
- *Soldado de Primeira Classe Richard E. Kraus, 8º Batalhão Anfíbio de Tratores
- *Soldado de Primeira Classe John D. New, 2º Batalhão da 7ª Divisão dos Fuzileiros
- *Soldado de Primeira Classe Wesley Phelps, 3º Batalhão da 7ª Divisão dos Fuzileiros
- Capitão Everett P. Pope, USMC, 1º Batalhão da 1ª Divisão dos Fuzileiros
- *Soldado de Primeira Classe Charles H. Roan, 2º Batalhão da 7ª Divisão dos Fuzileiros
- Primeiro-Tenente Carlton R. Rouh, 1º Batalhão da 5ª Divisão dos Fuzileiros